# Carduelins
Els carduelins (Carduelinae) són una subfamília d'ocells dins la família dels fringíl·lids (Fringillidae), de fet és la subfamília amb més espècies.

## Distribució
La major part de les espècies viuen en regions subàrtiques, temperades o desèrtiques d'Amèrica, Àfrica i Euràsia amb una gran diversitat a l'àrea de l'Himàlaia. La tribu drepadini és exclusiva de les Illes Hawaii. Diverses espècies han estat introduïdes per l'home a molts indrets, com Nova Zelanda i Madagascar. Moltes espècies de l'hemisferi nord són migratòries.

## Alimentació
Fora les especialitzades espècies hawaianes, els carduelins mengen principalment llavors, brots i fruites, no essent important el consum d'insectes ni tan sols en època de cria, al contrari que els fringil·lins.

## Reproducció
Alimenten les cries per regurgitació amb una mescla de brots i llavors predigerides. Habitualment fan el niu sobre arbres o arbusts, a bona altura.

## Taxonomia
Tradicionalment s'han considerat els fringíl·lids hawaians com una família o més recentment com una subfamília dins els fringíl·lids. Actualment, i sobre la base dels treballs de Lerner et al. (2011) i Zuccon et el 2012. són considerats una tribu dins els carduelins. Aquestes espècies han desenvolupat però, comportaments alimentaris, becs i adaptacions molt especialitzats.
La subfamília Carduelinae s'ha classificat en 5 tribus.
- - Tribu Coccothraustini, amb 4 gèneres i 9 espècies.
    - Gènere Mycerobas, amb 4 espècies.
    - Gènere Hesperiphona, amb dues espècies.
    - Gènere Coccothraustes, amb una espècie: Coccothraustes coccothraustes.
    - Gènere Eophona, amb dues espècies.

  - Tribu Pyrrhulini, amb 9 gèneres i 23 espècies.
    - Gènere Pinicola, amb una espècie: Pinicola enucleator.
    - Gènere Pyrrhula, amb 7 espècies.
    - Gènere Rhodopechys, amb dues espècies.
    - Gènere Bucanetes, amb dues espècies.
    - Gènere Agraphospiza, amb una espècie: Agraphospiza rubescens.
    - Gènere Callacanthis, amb una espècie: Callacanthis burtoni.
    - Gènere Pyrrhoplectes, amb una espècie: Pyrrhoplectes epauletta.
    - Gènere Procarduelis, amb una espècie: Procarduelis nipalensis.
    - Gènere Leucosticte, amb 7 espècies.

  - Tribu Carpodacini, amb un gènere i 26 espècies.
    - Gènere Carpodacus, amb 26 espècies.

  - Tribu Drepanidini, amb 22 gèneres i 33 espècies de fringílids haiwaians, molts d'ells extints.
    - Gènere Melamprosops, amb una espècie: Melamprosops phaeosoma.
    - Gènere Paroreomyza, amb tres espècies.
    - Gènere Oreomystis, amb una espècie: Oreomystis bairdi.
    - Gènere Telespiza, amb dues espècies.
    - Gènere Loxioides, amb una espècie: Loxioides bailleui.
    - Gènere Rhodacanthis, amb dues espècies.
    - Gènere Chloridops, amb una espècie: Chloridops kona.
    - Gènere Psittirostra, amb una espècie: Psittirostra psittacea.
    - Gènere Dysmorodrepanis, amb una espècie: Dysmorodrepanis munroi.
    - Gènere Vestiaria, amb una espècie: Vestiaria coccinea.
    - Gènere Drepanis, amb dues espècies.
    - Gènere Ciridops, amb una espècie: Ciridops anna.
    - Gènere Palmeria, amb una espècie: Palmeria dolei.
    - Gènere Himatione, amb dues espècies.
    - Gènere Viridonia, amb una espècie: Viridonia sagittirostris.
    - Gènere Akialoa, amb dues espècies.
    - Gènere Hemignathus, amb dues espècies.
    - Gènere Pseudonestor, amb una espècie: Pseudonestor xanthophrys.
    - Gènere Magumma, amb una espècie: Magumma parva.
    - Gènere Manucerthia, amb una espècie: Manucerthia mana.
    - Gènere Loxops, amb dues espècies.
    - Gènere Chlorodrepanis, amb tres espècies.

  - Tribu Carduelini, amb 13 gèneres i 93 espècies..
    - Gènere Haemorhous, amb tres espècies.
    - Gènere Chloris, amb 5 espècies.
    - Gènere Rhodospiza, amb una espècie: Rhodospiza obsoleta.
    - Gènere Rhynchostruthus, amb tres espècies.
    - Gènere Linurgus, amb una espècie: Linurgus olivaceus.
    - Gènere Crithagra, amb 37 espècies.
    - Gènere Linaria, amb 4 espècies.
    - Gènere Acanthis, amb dues espècies.
    - Gènere Loxia, amb 5 espècies.
    - Gènere Chrysocorythus, amb una espècie: Chrysocorythus estherae.
    - Gènere Carduelis, amb tres espècies.
    - Gènere Serinus, amb 8 espècies.
    - Gènere Spinus, amb 20 espècies.